# Woiwodschaft Kleinpolen

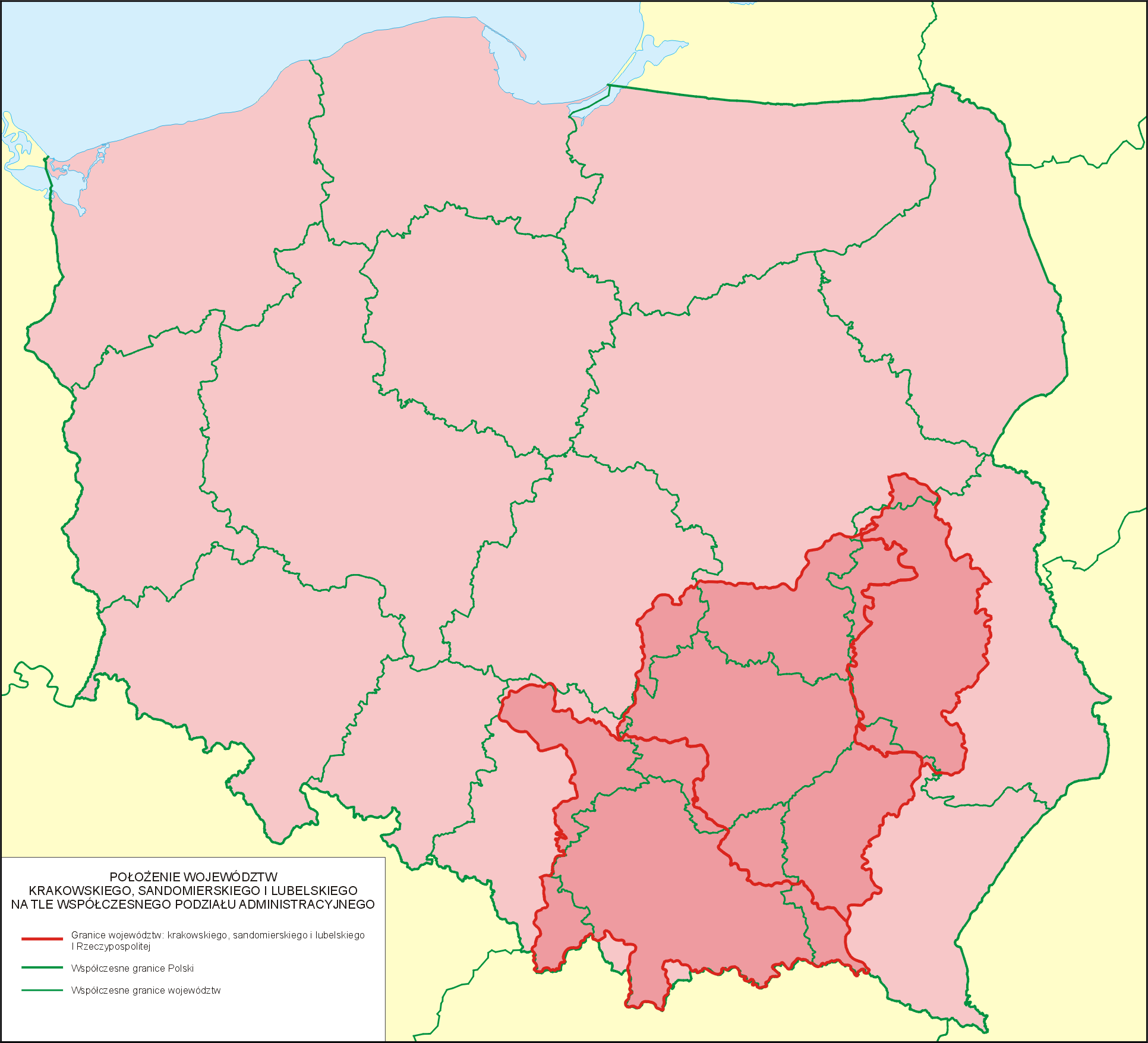
Die drei historischen Woiwodschaften Kleinpolens Krakau, Lublin und Sandomierz bis 1772 vor dem Hintergrund der modernen Verwaltungsgliederung Polens

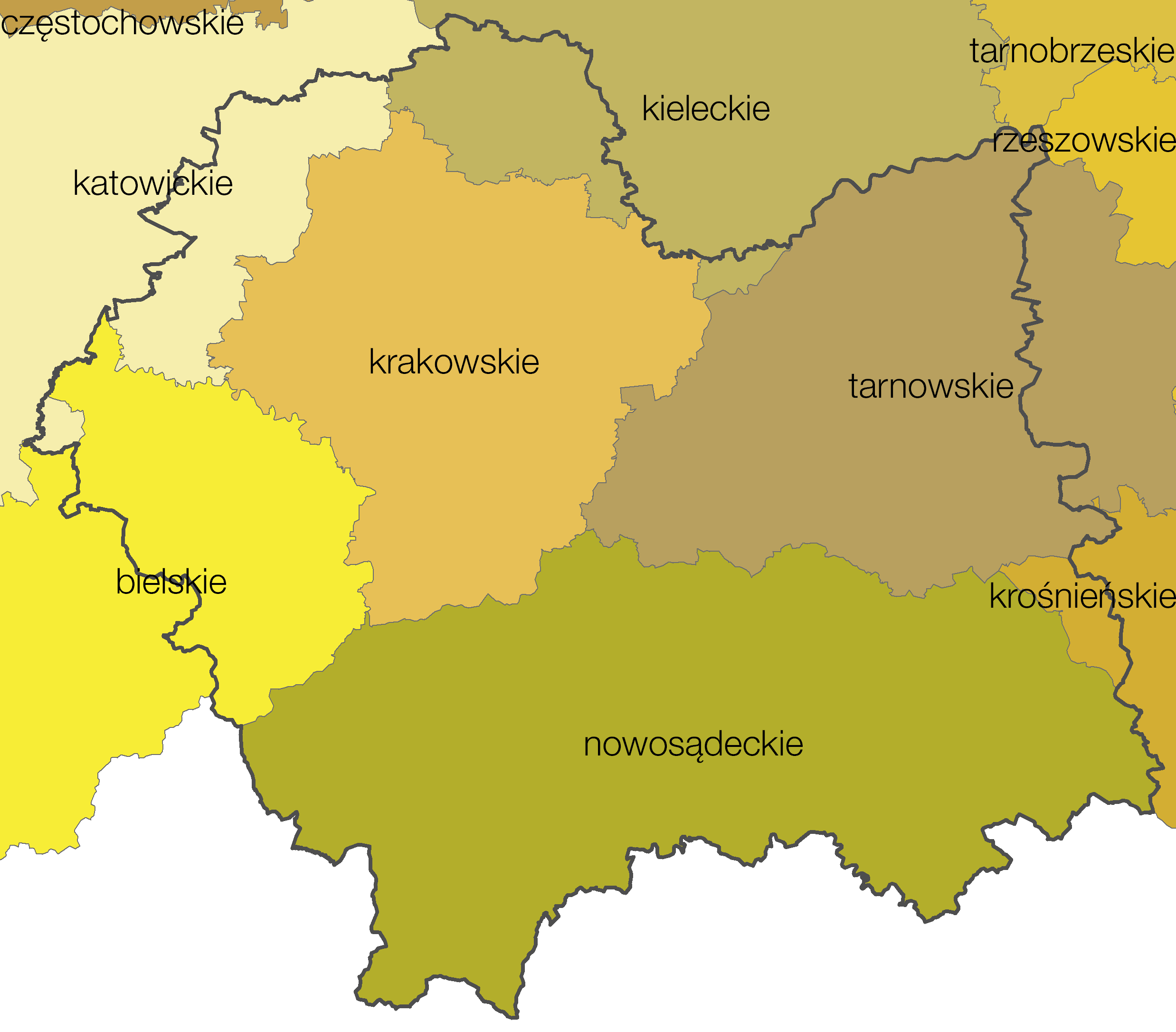
Aufteilung Kleinpolens in ehemalige Woiwodschaften

Die Woiwodschaft Kleinpolen (polnisch województwo małopolskie  [vɔjɛˈvut͡stfɔ mawɔˈpɔlskʲɛ]) ist eine der 16 Woiwodschaften der Republik Polen. Kleinpolen liegt in Südpolen um Krakau, der zweitgrößten Stadt des Landes und Verwaltungssitz der Woiwodschaft. Im Süden grenzt Kleinpolen an die Slowakei.
Die Woiwodschaft befindet sich auf dem Gebiet der historischen Region Kleinpolen und hat darüber hinaus in den Grenzregionen zur Slowakei kleinere Anteile an den Landschaften Arwa und Zips, eine eigenartige Verschiedenheit hatte auch der ehemalige Kreis Schlesien, heute halb-halb in der Woiwodschaft Schlesien und der Woiwodschaft Kleinpolen gelegen.

## Geschichte
Die heutige Woiwodschaft umfasst die südlichen Teile der historischen Landschaft Kleinpolen und wurde mit der Verwaltungsreform 1999 aus den bis dahin bestehenden Woiwodschaften Krakau und Nowy Sącz sowie aus Teilen der ehemaligen Woiwodschaften Tarnów, Bielsko-Biała, Katowice, Kielce und Krosno gebildet. Sie ist dabei in großen Teilen deckungsgleich mit der historischen Woiwodschaft Krakau, die bereits in der Zeit zwischen 1945 und 1975 bestand.
Am 29. April 2019 fasste das Woiwodschaftsparlament, der Sejmik, einen Entschluss, mit dem die ganze Woiwodschaft zur „LGBT-ideologiefreien Zone“ erklärt wurde. Aus diesem Grund kündigte die französische Region Centre-Val de Loire am 24. Februar 2020 die Partnerschaft auf.

## Wappen
Das Wappen orientiert sich an historischen Vorbildern und wird wie folgt beschrieben: In Rot ein goldgeständerter goldgekrönter und goldbewehrter silberner Adler mit goldenem Kleestängel.
Als einzige Woiwodschaft Polens hat Kleinpolen somit die Rechte für die Nutzung einer abgewandelten Form des polnischen Staatswappens.

## Verwaltungsgliederung
Die Woiwodschaft Kleinpolen ist in 19 Landkreise und drei Stadtkreise unterteilt. Die drei kreisfreien Städte sind jeweils ein Powiat grodzki, entsprechend einem deutschen Stadtkreis. Dem nach ihnen benannten umgebenden bzw. angrenzenden Powiat ziemski (entsprechend einem deutschen Landkreis) gehören sie selbst nicht an.

### Kreisfreie Städte
- Kraków (Krakau) 779.966; 327 km²
- Tarnów (Tarnau) 107.498; 72 km²
- Nowy Sącz (Neu Sandez) 83.558; 58 km²

### Landkreise
- Bochnia 106.947; 649 km²
- Brzesko 93.035; 590 km²
- Chrzanów 123.664; 371 km²
- Dąbrowa Tarnowska 58.977; 530 km²
- Gorlice 108.487; 967 km²
- Kraków (Krakau) 281.440; 1.230 km²
- Limanowa 132.148; 952 km²
- Miechów 48.464; 677 km²
- Myślenice 127.972; 673 km²
- Nowy Sącz (Neu Sandez) 217.071; 1.550 km²
- Nowy Targ 191.646; 1.475 km²
- Olkusz 110.471; 622 km²
- Oświęcim (Auschwitz) 152.687; 406 km²
- Proszowice 43.057; 415 km²
- Sucha Beskidzka 83.761; 686 km²
- Tarnów 201.230; 1.413 km²
- Tatra (Zakopane) 68.049; 472 km²
- Wadowice 159.662; 646 km²
- Wieliczka 130.651; 429 km²

(Einwohner und Fläche am 31. Dezember 2020)
| Landkreise        | Größte             | Kleinste           |
| ----------------- | ------------------ | ------------------ |
| flächenmäßig      | Powiat Nowosądecki | Powiat Chrzanowski |
| bevölkerungsmäßig | Powiat Krakowski   | Powiat Proszowicki |

## Geographie

### Landschaft

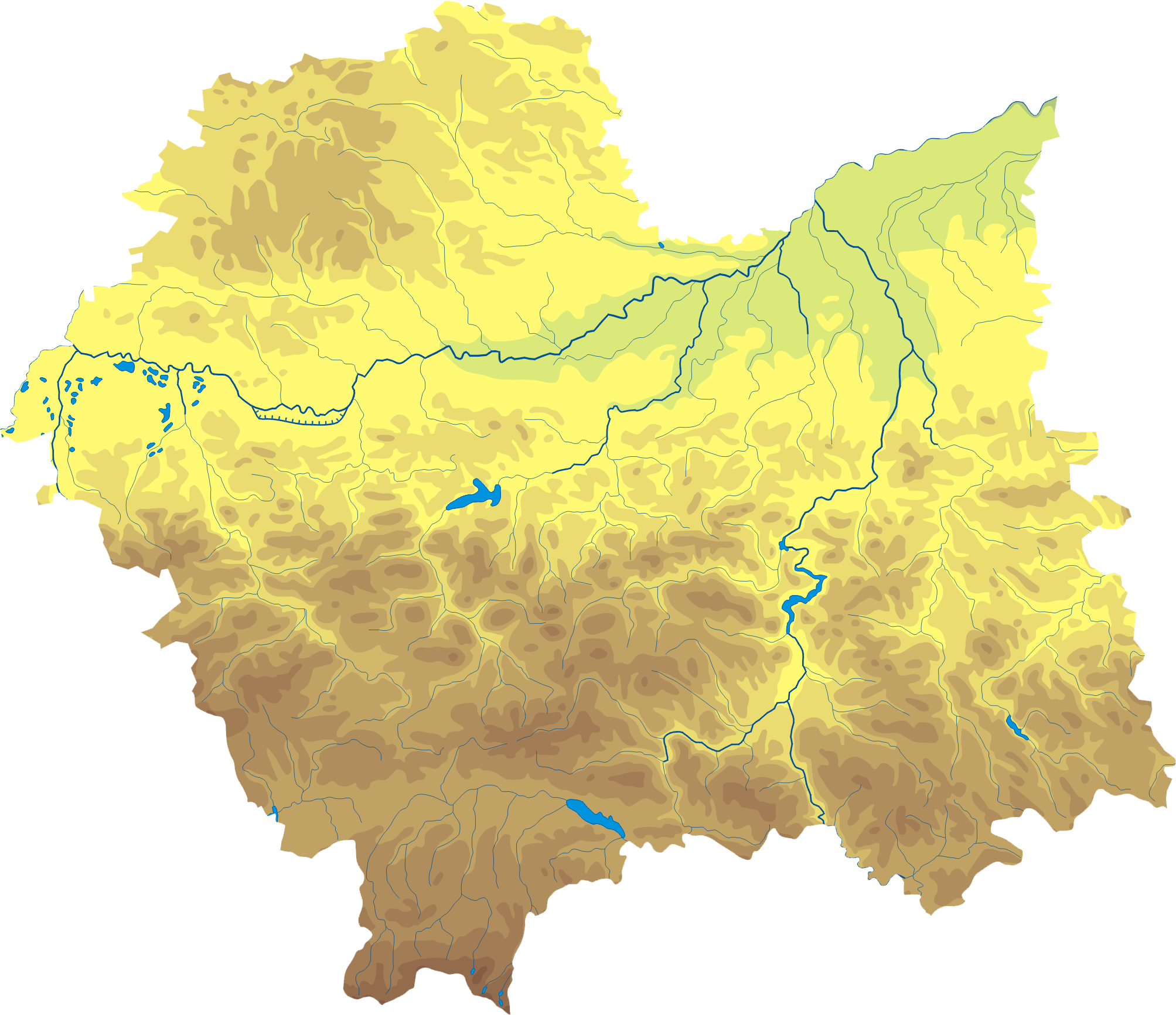
Topographie Kleinpolens

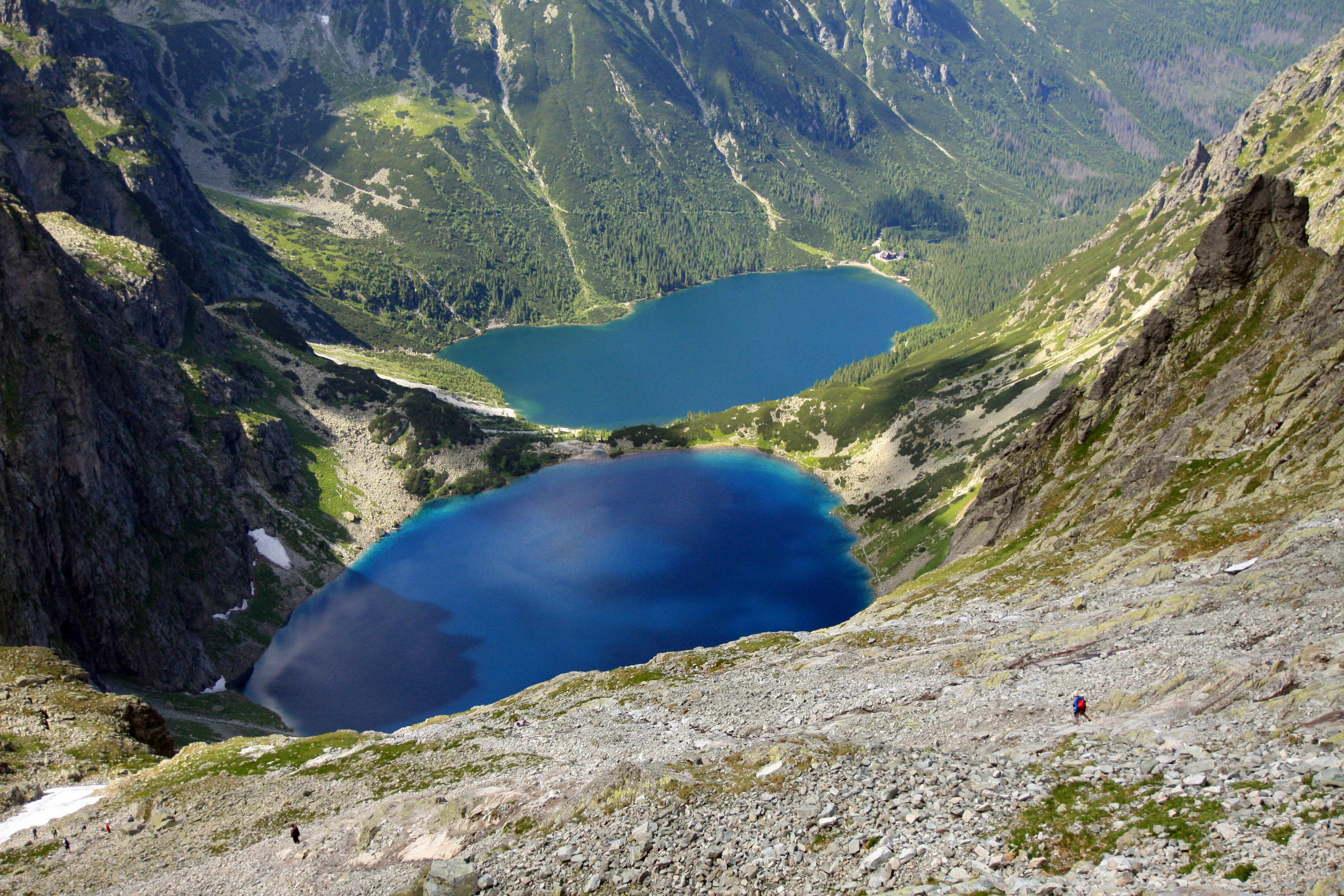
Czarny Staw und Meerauge in der Hohen Tatra

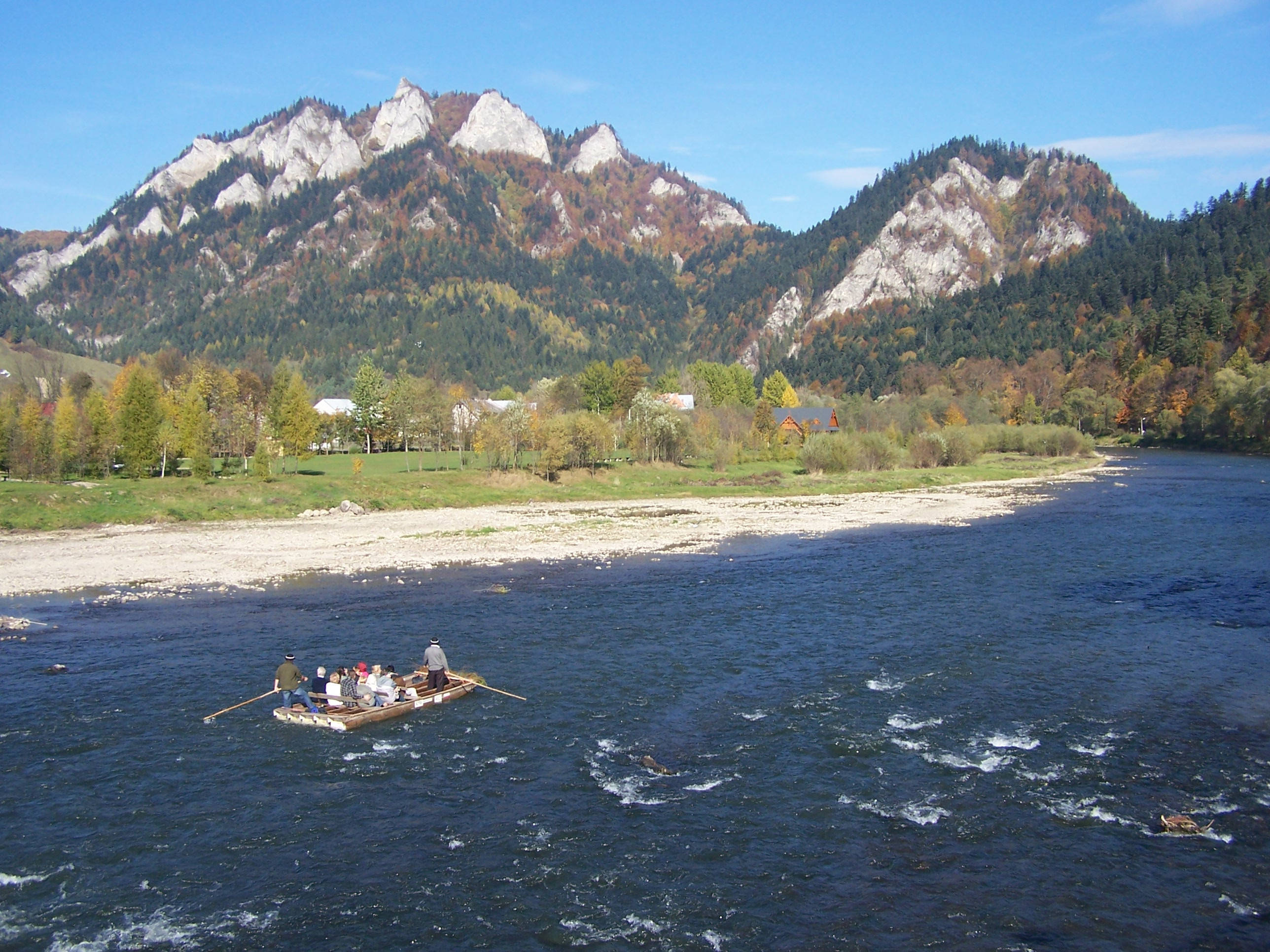
Drei Kronen in den Pieninen am Dunajec

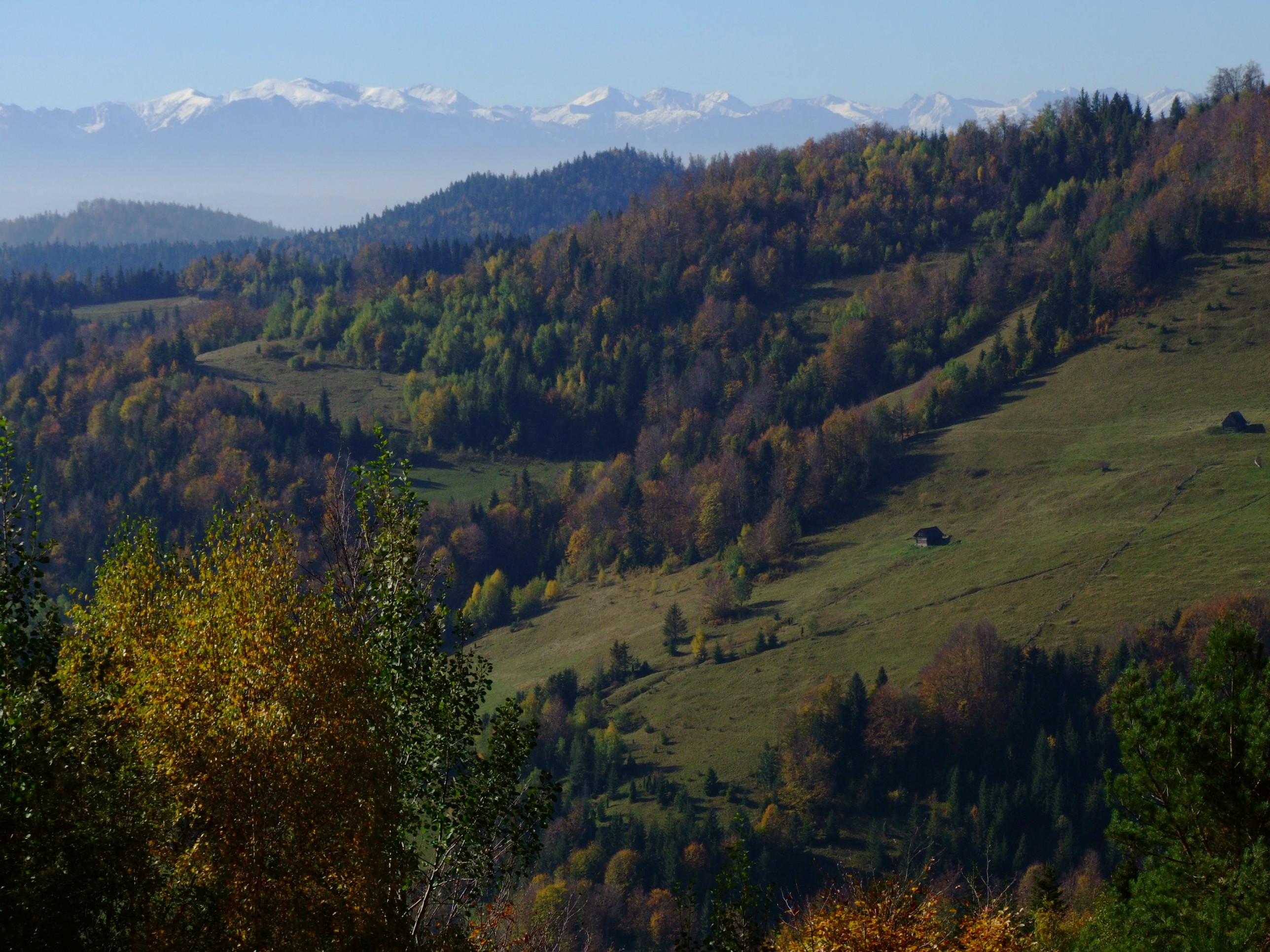
Turbacz in den Gorce

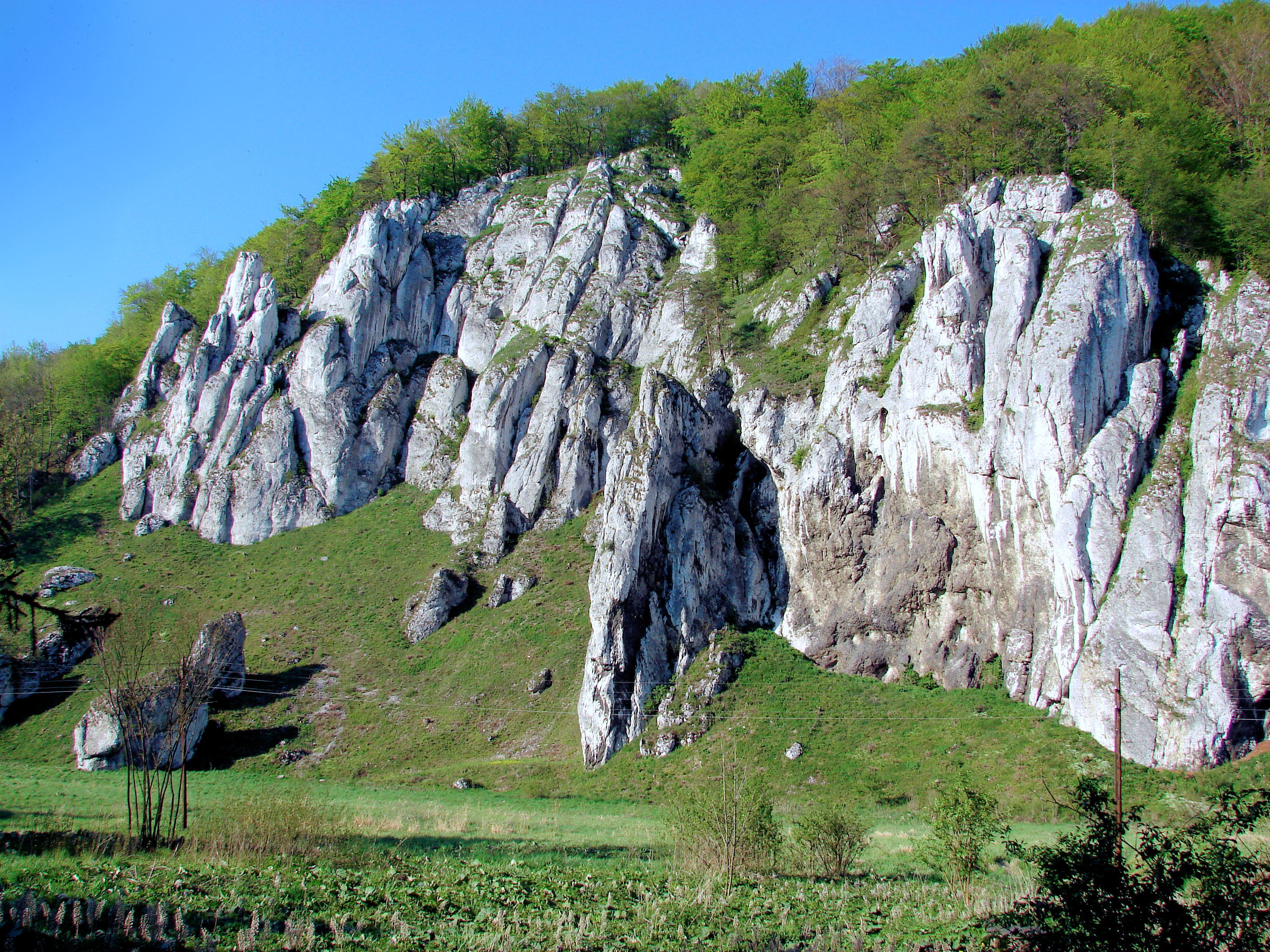
Krakau-Tschenstochauer Jura

Die Woiwodschaft Kleinpolen wird im Süden von den höchsten Bergen Polens dominiert. Die höchste Erhebung ist der Nordwestgipfel des Rysy (Meeraugspitze) mit 2.499,6 Metern in der Hohen Tatra (Tatry Wysokie) als Teil der Westkarpaten. Das unmittelbare Vorland der Hohen Tatra wird auf polnischer Seite Podhale genannt. Das Podhale sowie das Neumarkter Becken (Kotlina Nowotarska) trennen die Hohe Tatra von den Beskiden.
Weitere Gebirge innerhalb der Karpaten, als Teil der Westbeskiden, sind in Kleinpolen (von West nach Ost):
- Kleine Beskiden (Beskid Mały) mit dem Czupel (930 Meter) als höchstem Berg
- Makower Beskiden (Beskid Średni oder Beskid Makowski) mit der Mędralowa (1.169 Meter) als höchstem Berg
- Saybuscher Beskiden (Beskid Żywiecki) mit der Babia Góra (1.725 Meter) als höchstem Berg
- Inselbeskiden (Beskid Wyspowy) mit der Mogielica (1.171 Meter) als höchstem Berg
- Gorce mit dem Turbacz (1.310 Meter) als höchstem Berg
- Pieninen (Pieniny) mit Wysokie Skałki (1.050 Meter) als höchstem Berg
- Sandezer Beskiden (Beskid Sądecki) mit der Radziejowa (1.262 Meter) als höchstem Berg
- Niedere Beskiden (Beskid Niski) mit der Lackowa (997 Meter) als höchstem Berg

Daneben hat Kleinpolen im Nordwesten Anteile an der Krakau-Tschenstochauer Jura (Jura Krakowsko-Częstochowska), die von Kalkfelsen und Tropfsteinhöhlen sowie von zahlreichen Schlossruinen gekennzeichnet ist. Den höchsten Punkt innerhalb Kleinpolens markiert der Gipfel des Grodzisko (513 Meter). Außerdem befindet sich im Westen Kleinpolens die größte Sandwüste Mitteleuropas, die Błędów-Wüste (Pustynia Błędowska).
Die Regionen außerhalb der Mittel- und Hochgebirge werden überwiegend durch das Kleinpolnische Hochland (Wyżyna Małopolska) und zu einem kleinen Teil durch das Schlesische Hochland (Wyżyna Śląska) geprägt. Entlang der Weichsel erstreckt sich die Weichsel-Tiefebene (Nizina Nadwiślańska) und im Nordosten befindet sich ein Teil des Sandomirer Beckens (Kotlina Sandomierska), welches bereits zum Karpatenvorland gezählt wird.

### Gewässer
Die Weichsel durchfließt Kleinpolen von Westen nach Osten. An ihrem unmittelbaren Ufer befindet sich in Kleinpolen die Hauptstadt Krakau als einzige größere Stadt. Die meisten Fließgewässer Kleinpolens entwässern über die Weichsel in die Ostsee. Einige Bäche im Südwesten Kleinpolens entwässern über die Orava und Donau in das Schwarze Meer.

### Klima
Aufgrund der topographischen Bedingungen weist Kleinpolen ein vielseitiges Klima auf relativ kompakter Fläche auf. Während der Nordosten, innerhalb des Sandomirer Beckens, zu den milderen Regionen Polens zählt mit über 8 °C im Jahresmittel zählt, werden im Kleinpolnischen Hochland meist nicht mehr als 7,5 °C und in den Beskiden maximal 6 °C erreicht. Auf den höchsten Bergen der Region liegt die Jahresdurchschnittstemperatur teilweise bei unter 0 °C.
Kleinpolen zählt zu den niederschlagsreichsten Regionen in Polen: von 600 mm pro Jahr im Nordosten über 800–900 mm in den Tälern bis 1.700 mm in der Hohen Tatra. Zugleich ist in den höchsten Lagen der Hohen Tatra eine geschlossene Schneedecke über 5 bis 8 Monate im Jahr möglich, während dies in den Beskiden zwischen 4 und 6 Monaten im Jahr der Fall ist.
In den milden Regionen des Gebirgsvorlandes wird eine Vegetationsperiode von über 220 Tagen im Jahr gemessen. In den Bergen verkürzt sich diese auf unter 200 Tage, in der Tatra sogar auf unter 180 Tage.

### Naturschutzgebiete
- Nationalpark Babia Góra (Babiogórski Park Narodowy)
- Nationalpark Gorce (Gorczański Park Narodowy)
- Nationalpark Magura (Magurski Park Narodowy)
- Nationalpark Ojców (Ojcowski Park Narodowy)
- Nationalpark Pieninen (Pieniński Park Narodowy)
- Tatra-Nationalpark (Tatrzański Park Narodowy)
- Landschaftsschutzpark Adlerhorste (Park Krajobrazowy Orlich Gniazd)
- Landschaftsschutzpark Kleine Beskiden (Park Krajobrazowy Beskidu Małego)
- Landschaftsschutzpark Poprad (Popradzki Park Krajobrazowy)
- Landschaftsschutzpark Tenczyn (Tenczyński Park Krajobrazowy)

### Nachbarwoiwodschaften
|                        | Woiwodschaft Heiligkreuz |                              |
| Woiwodschaft Schlesien |                          | Woiwodschaft Karpatenvorland |
| Žilinský kraj Slowakei |                          | Prešovský kraj Slowakei      |

## Bevölkerung

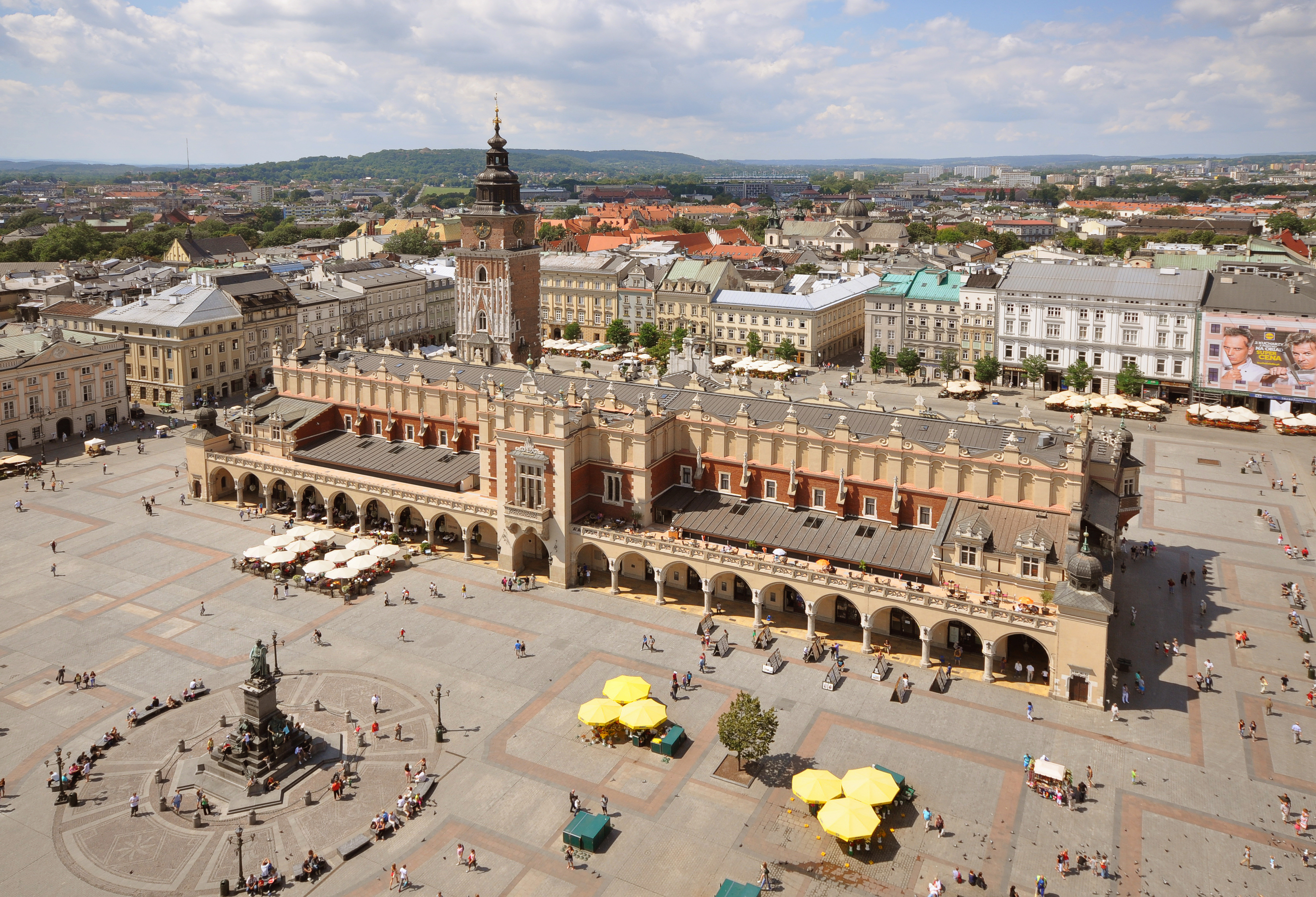
Kraków

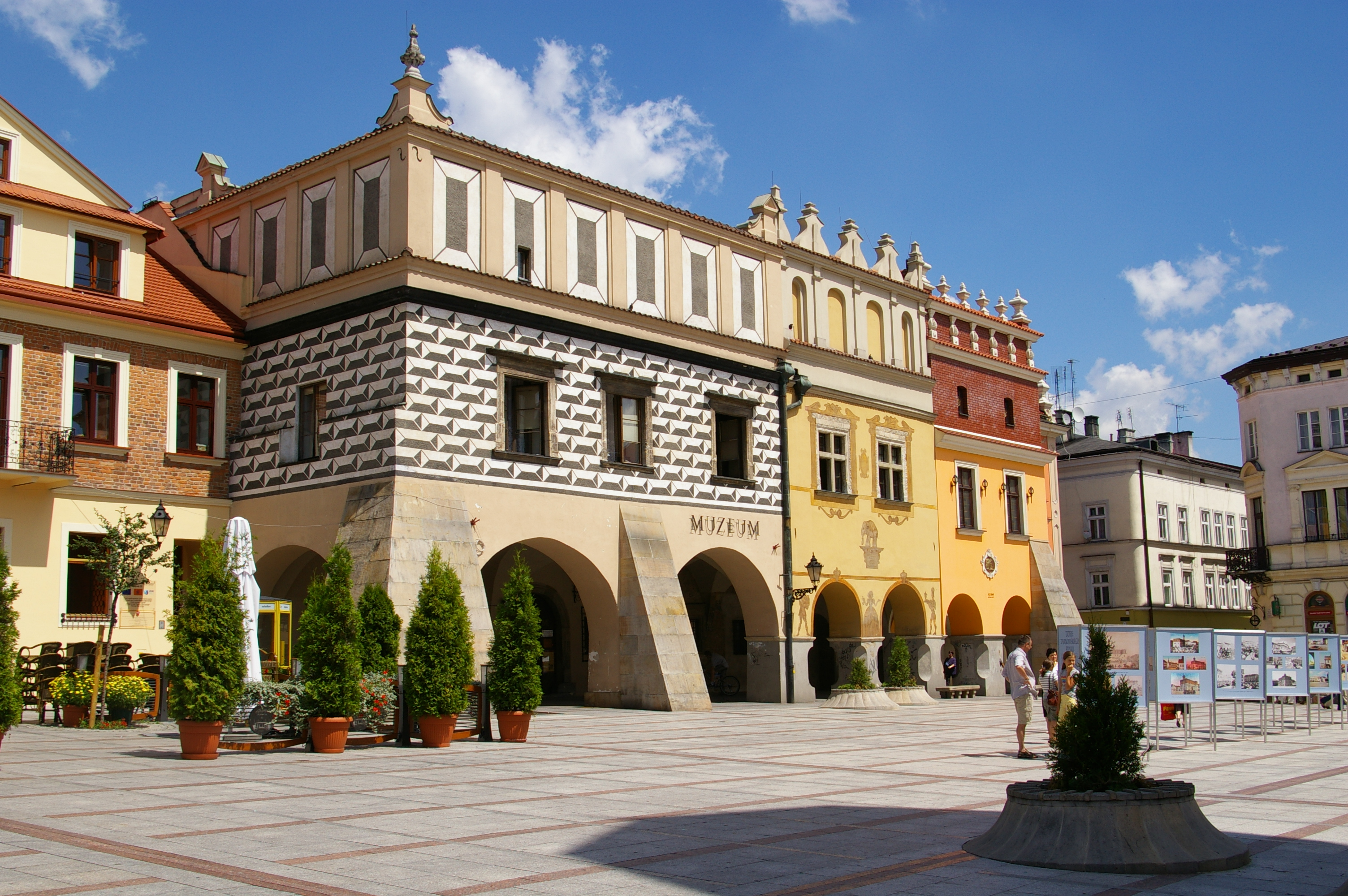
Tarnów

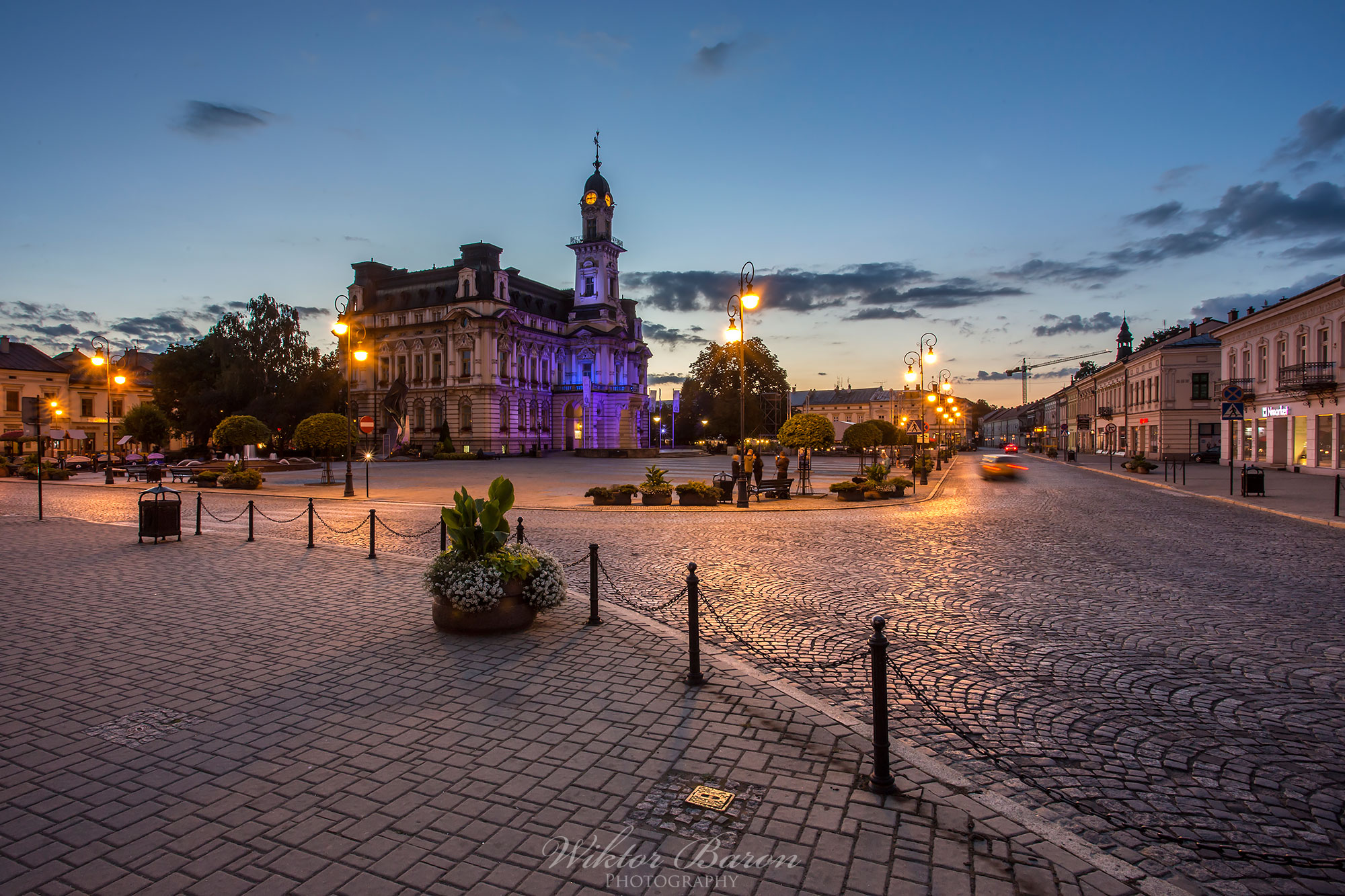
Nowy Sącz

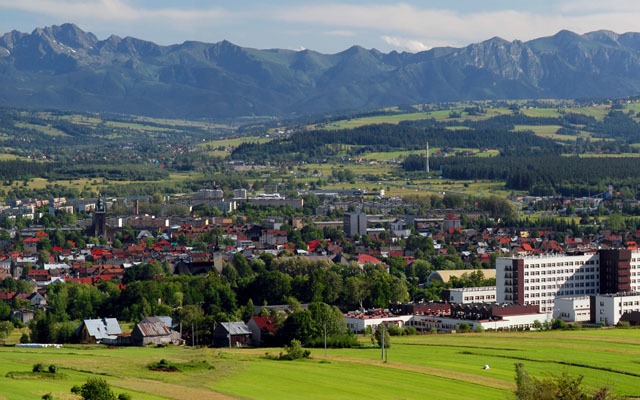
Nowy Targ

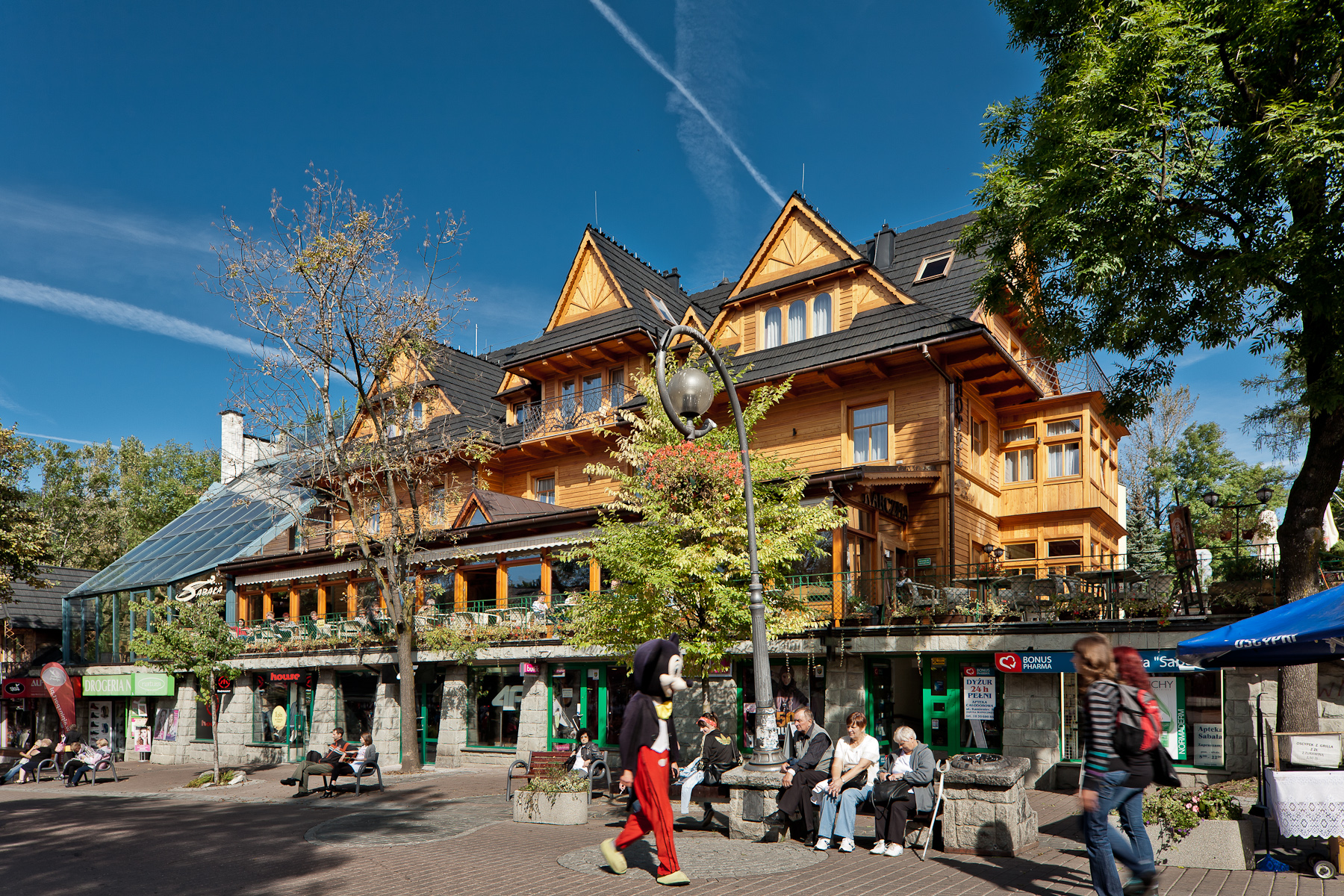
Zakopane

Am 31. Dezember 2019 waren 3.410.901 Einwohner in der Woiwodschaft Kleinpolen gemeldet, davon sind 1.655.472 Männer (48,53 %) und 1.755.429 Frauen (51,47 %). Auf einem Quadratkilometer leben rund 225 Einwohner. Trotz dieser weit überdurchschnittlichen Bevölkerungsdichte im Vergleich mit anderen polnischen Regionen, lebt nur rund 48 Prozent der Bevölkerung von Kleinpolen in Städten.

### Bevölkerungsentwicklung
Kleinpolen hat in den letzten Jahren ein durchgängiges Bevölkerungswachstum verzeichnet, welches sich für den Zeitraum 1995 bis 2019 auf über 220.000 Einwohner beläuft.
| Jahr | Einwohnerzahl |
| ---- | ------------- |
| 1995 | 3.190.186     |
| 2000 | 3.229.139     |
| 2005 | 3.266.187     |
| 2010 | 3.310.094     |
| 2015 | 3.372.618     |
| 2019 | 3.410.901     |

### Lebenserwartung
Im Jahr 2019 betrug die durchschnittliche Lebenserwartung in der Woiwodschaft Kleinpolen bei Männern 75,3 Jahre und bei Frauen 82,7 Jahre. Damit weist Kleinpolen eine überdurchschnittlich hohe Lebenserwartung im Landesvergleich auf.

### Größte Städte
Die Provinzhauptstadt Krakau ist mit fast 780.000 Einwohnern die zweitgrößte Stadt des Landes und die mit Abstand größte der Woiwodschaft Kleinpolen. Mit Tarnów befindet sich noch eine weitere Großstadt auf dem Gebiet der Woiwodschaft.
| Stadt     | Landkreis | Einwohner 31. Dezember 2020 |
| --------- | --------- | --------------------------- |
| Kraków    | kreisfrei | 779.966                     |
| Tarnów    | kreisfrei | 107.498                     |
| Nowy Sącz | kreisfrei | 83.558                      |
| Oświęcim  | Oświęcim  | 37.569                      |
| Chrzanów  | Chrzanów  | 36.118                      |
| Olkusz    | Olkusz    | 34.757                      |
| Nowy Targ | Nowy Targ | 33.257                      |
| Bochnia   | Bochnia   | 29.554                      |
| Gorlice   | Gorlice   | 26.973                      |
| Zakopane  | Tatra     | 26.846                      |
| Skawina   | Kraków    | 24.366                      |
| Wieliczka | Wieliczka | 24.215                      |
| Andrychów | Wadowice  | 19.837                      |

## Wirtschaft

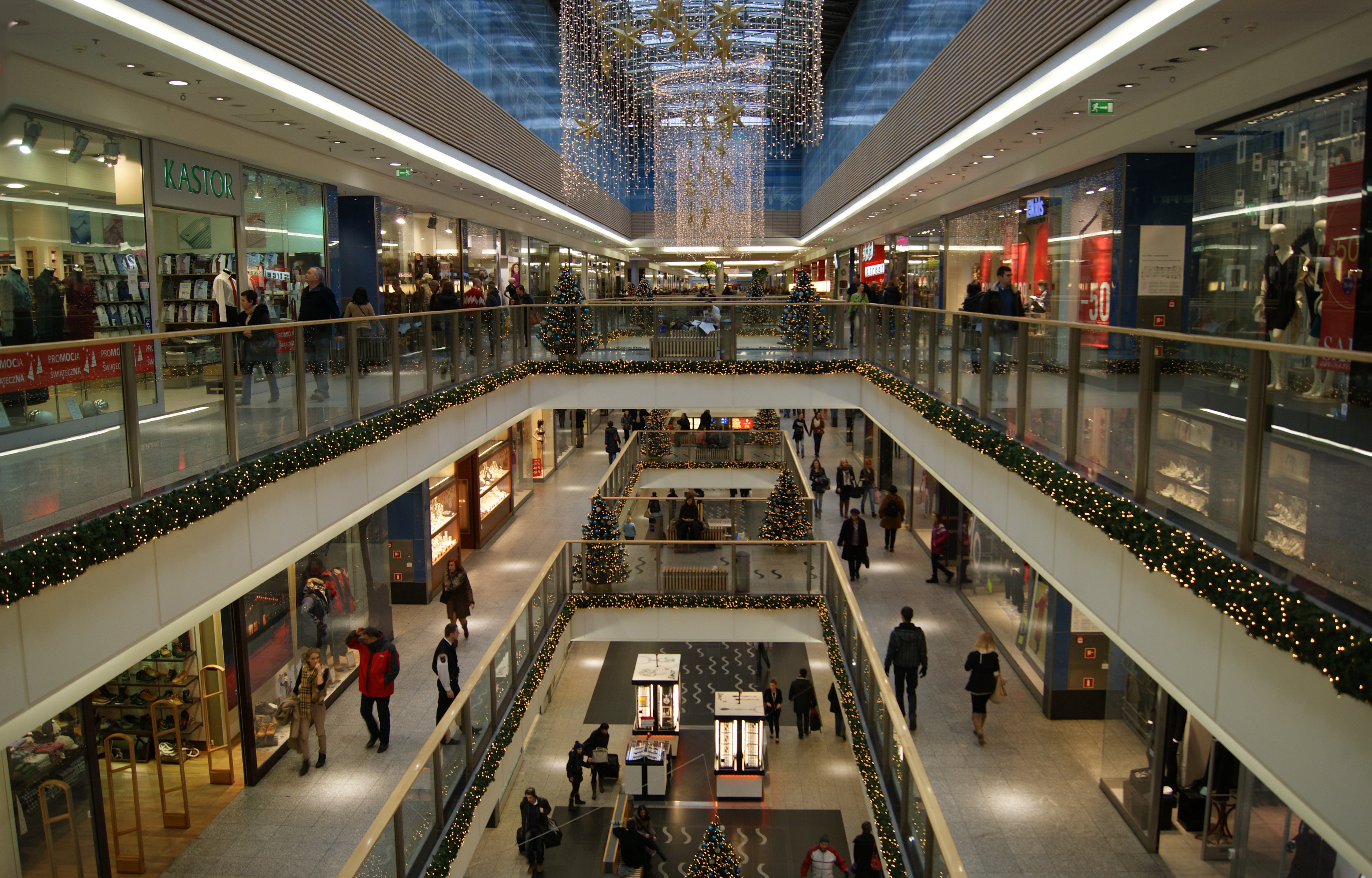
Galeria Krakowska in Krakau

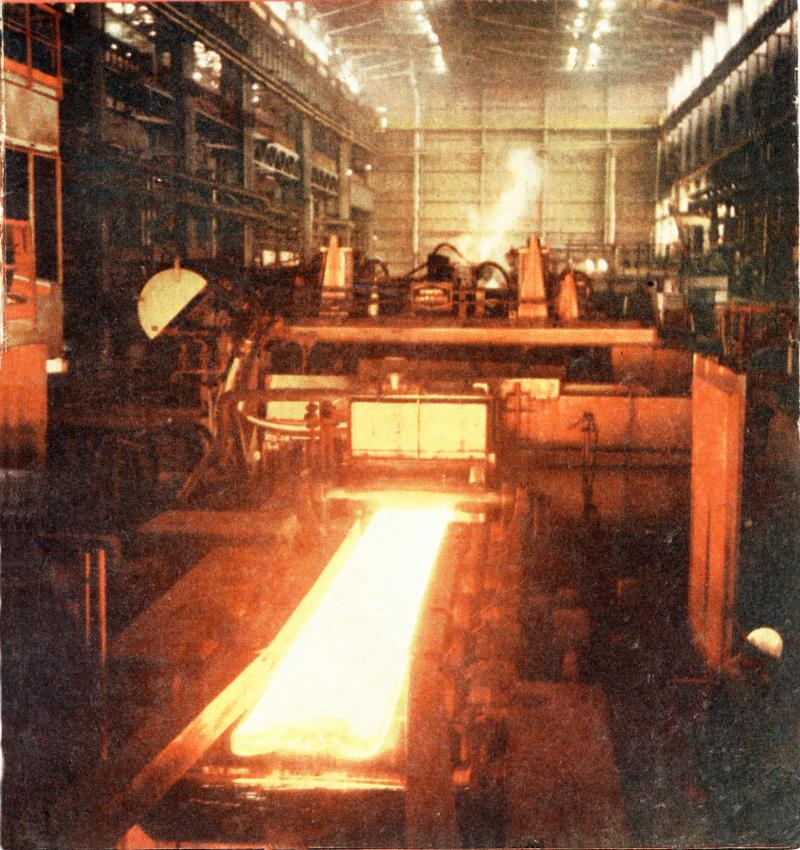
Walzwerk in Nowa Huta

Im Vergleich mit dem BIP der EU ausgedrückt in Kaufkraftstandards erreichte die Woiwodschaft 2018 einen Index von 65 (EU-27 = 100), bezogen auf den Wert pro Erwerbstätigem erreichte Kleinpolen hingegen einen Index von 72 (EU-27 = 100). In Kleinpolen waren im Mai 2017 374.447 Unternehmen registriert. Der Anteil am polnischen Bruttoinlandsprodukt belief sich 2015 auf 7,9 Prozent.
Mit einem Wert von 0,892 erreicht Kleinpolen Platz 3 unter den 16 Woiwodschaften Polens im Index der menschlichen Entwicklung.

### Arbeitsmarkt
Die Arbeitslosenquote lag im Juli 2020 bei 5,2 %, was 79.801 Personen entsprach. Die Arbeitnehmer in Kleinpolen verdienten in diesem Zeitraum durchschnittlich 5.329,76 PLN, was umgerechnet über 1.200 EUR entspricht.
Im Juli 2020 wurden die niedrigsten Arbeitslosenquoten in folgenden Regionen gemeldet: kreisfreie Stadt Kraków (2,7 %), Landkreis Bochnia (3,8 %) sowie in der kreisfreien Stadt Nowy Sącz (4,0 %). Die höchsten Arbeitslosenquoten wiesen hingegen die Landkreise Dąbrowa Tarnowska (10,9 %), Nowy Sącz (9,0 %) und Tatra (8,5 %) auf.

### Industrie
Auf dem Gebiet Kleinpolens gibt es vier Industrieparks:
1. Krakowski Okręg Przemysłowy um Krakau
2. Jaworznicko-Chrzanowski Okręg Przemysłowy um Jaworzno und Chrzanów
3. Tarnowski Okręg Przemysłowy um Tarnów
4. Karpacki Okręg Przemysłowy in den Karpaten

### Bodenschätze
Kleinpolen ist reich an Bodenschätzen. Gewonnen werden:
- Salz in Bochnia und Wieliczka
- Erdöl in Gorlice
- Steinkohle in Brzeszcze und Libiąż
- Zink und Blei in Chrzanów und Olkusz
- Mineralwasser in Krynica-Zdrój und Muszyna
- Thermalquellen in Podhale am Fuße der Tatra
- Erdgas bei Krakau und Babia Góra
- Steinbrüche bei Krzeszowice

### Energie
Die größten Kraftwerke befinden sich in Krakau, Skawina, Trzebina und Tarnów.

## Infrastruktur

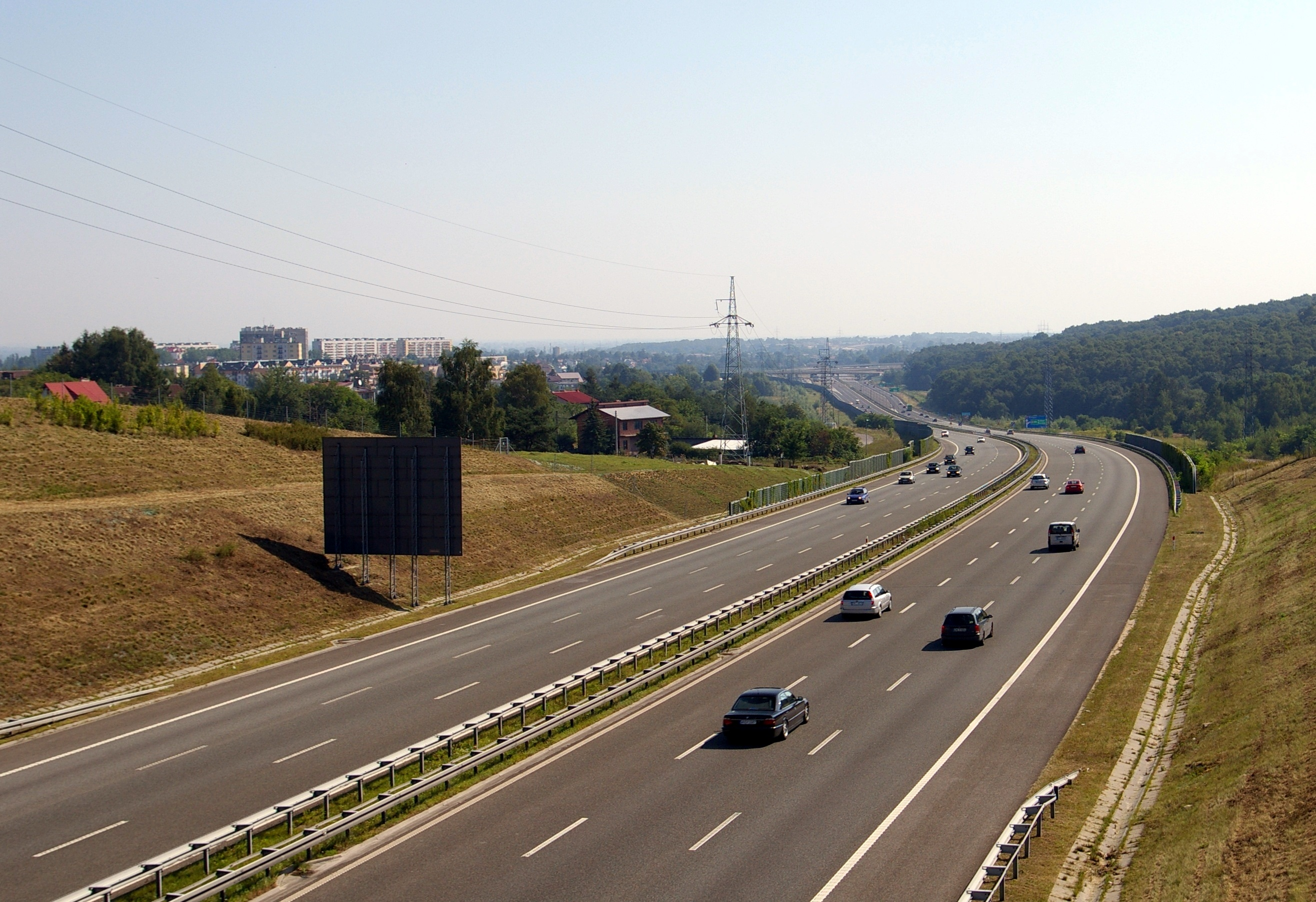
A4 bei Krakau

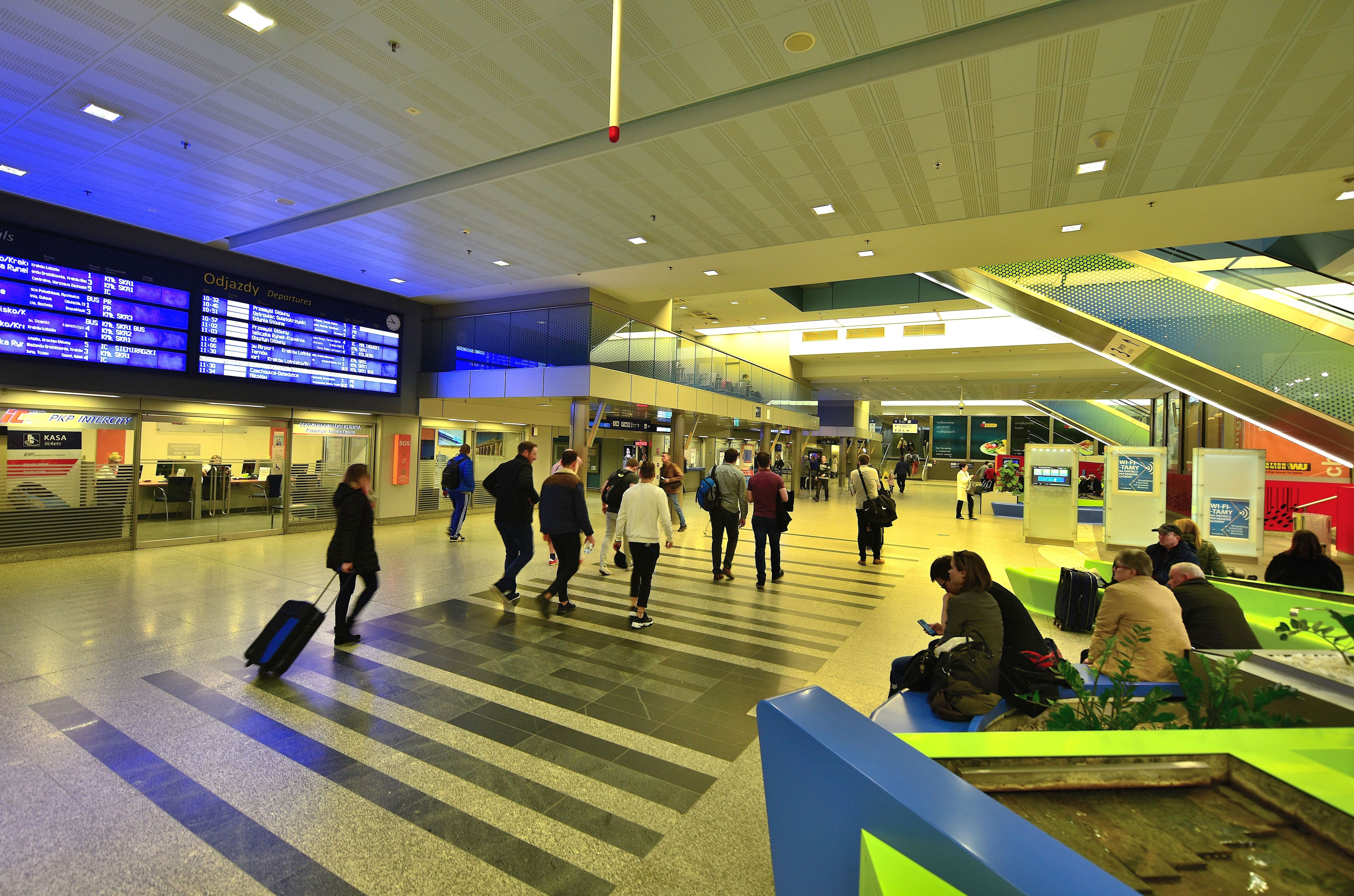
Hauptbahnhof in Krakau

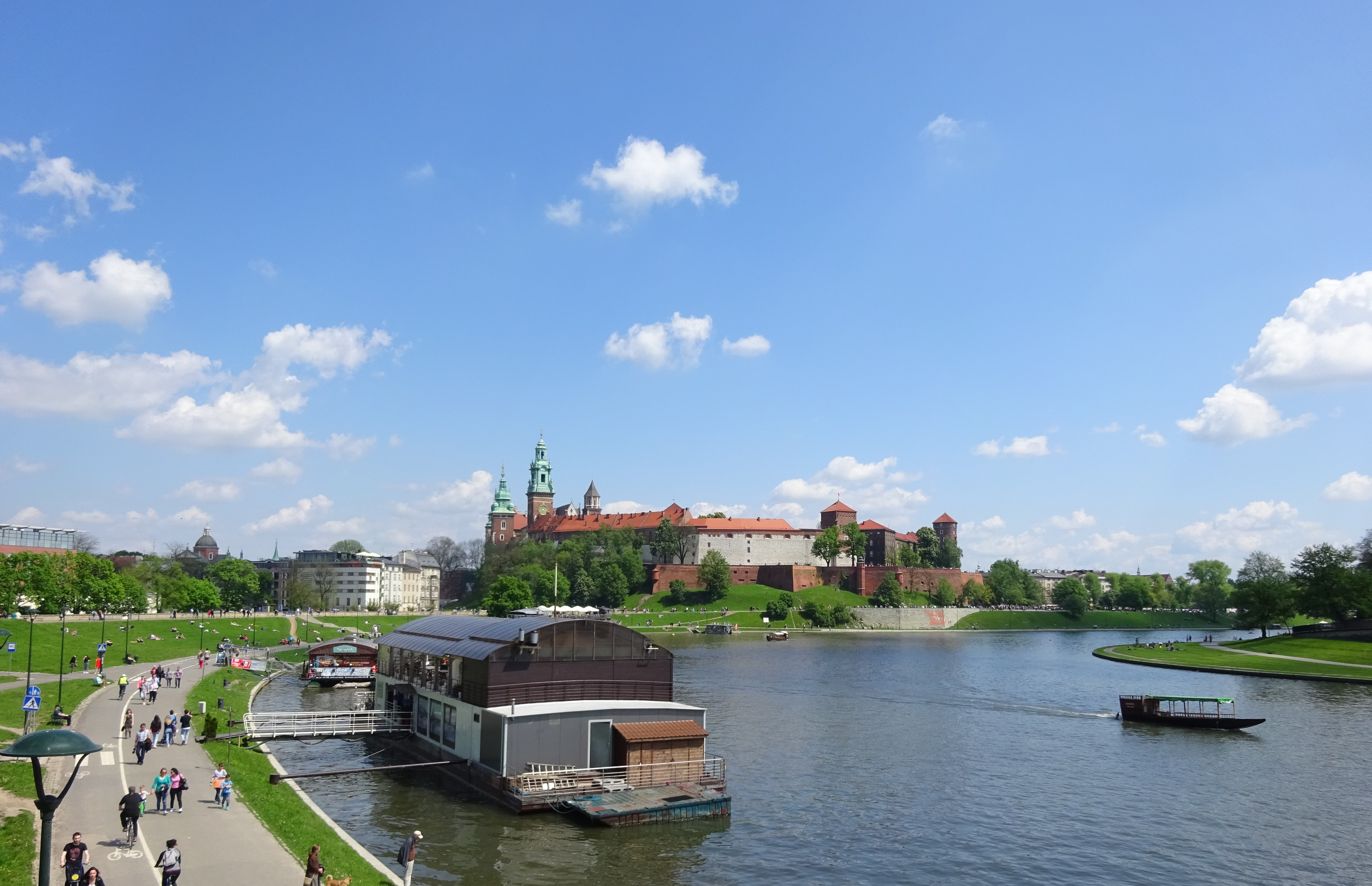
Weichsel in Krakau

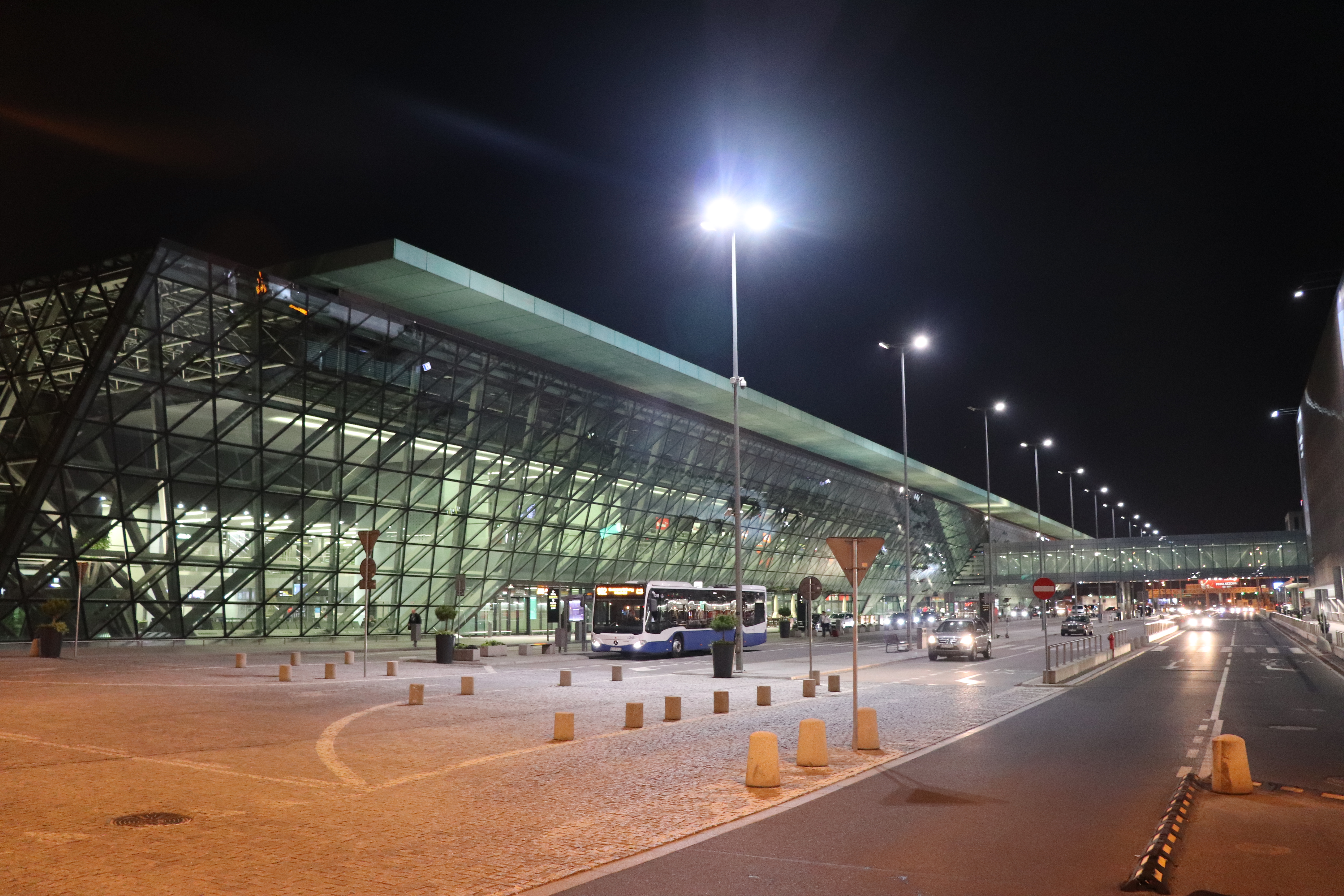
Flughafen Krakau

In Kleinpolen, insbesondere in Krakau, kreuzen sich wichtige Transportwege von Westen nach Osten sowie von Norden nach Süden.

### Straßen
Durch Kleinpolen führen zwei Europastraßen, eine Autobahn und zwölf Schnellstraßen. Die wichtigste Verbindung ist die Europastraße 40 (polnische Autobahn A4), die Kleinpolen mit der Woiwodschaft Schlesien sowie Breslau im Westen und der Woiwodschaft Karpatenvorland und der Ukraine im Osten verbindet. Die A4 bildet zudem die westliche und südliche Umgehungsstraße Krakaus.
Die Europastraße 77 (polnische Schnellstraße S7) verbindet Kleinpolen mit Warschau und der Woiwodschaft Heiligkreuz im Norden sowie mit der Slowakei im Süden. Die S7 bildet zudem die nördliche und östliche Umgehungsstraße Krakaus. Zwischen Krakau und Zakopane bildet die S7 (bzw. im südlichen Teil die künftige S47) die Panoramastraße Zakopianka, die derzeit vollständig zur Schnellstraße ausgebaut wird. In der Nähe von Chabówka entsteht zudem der längste Straßentunnel in Polen auf der Zakopianka.
Weitere relevante Straßenverbindungen in Kleinpolen sind:
- Landesstraße 28: Zator – Wadowice – Rabka-Zdrój – Nowy Sącz – Gorlice – Krosno – Przemyśl
- Landesstraße 44: Gliwice – Tychy – Zator – Skawina – Kraków
- Landesstraße 47: Rabka-Zdrój – Nowy Targ – Zakopane
- Landesstraße 52: Cieszyn – Bielsko-Biała – Andrychów – Wadowice – Kraków
- Landesstraße 73: Kielce – Busko-Zdrój – Tarnów
- Landesstraße 75: Kraków – Brzesko – Nowy Sącz – Krynica-Zdrój
- Landesstraße 79: Jaworzno – Chrzanów – Kraków – Sandomierz – Warschau
- Landesstraße 94: Bytom – Olkusz – Kraków – Tarnów – Rzeszów (Ausweichstrecke für die A4)

Das befestigte Straßennetz der Region hatte im Jahr 2019 eine Gesamtlänge von rund 26.244 Kilometern, davon entfielen 31 Kilometer auf Schnellstraßen und 151 Kilometer auf Autobahnen.
Darüber hinaus existierten in der Woiwodschaft Kleinpolen im Jahr 2019 ausgebaute Radwege auf einer Länge von 637 Kilometern.

### Eisenbahn
Der Regionalverkehr wird vorwiegend durch die Kleinpolnischen Eisenbahngesellschaft (Koleje Małopolskie) betrieben, die vierzig Züge der Hersteller Newag, Pesa und Kolzam besitzt. Krakau hat direkte Zugverbindungen mit allen größeren Städten Polens sowie mit Prag, Bratislava, Budapest, Berlin, Kiev und Odessa. In Kleinpolen gibt es 26 größere Bahnhöfe, von denen vier unter Denkmalschutz stehen: Nowy Sącz, Rabka-Zdrój, Tarnów und Zakopane. Der größte und bedeutendste Bahnhof ist der Hauptbahnhof in Krakau (Kraków Główny).
Das Eisenbahnnetz der Region hatte im Jahr 2019 eine Gesamtlänge von insgesamt 1.083 Kilometern, wovon 912 Kilometer elektrifiziert sind.

### Wasser
Die Weichsel ist in Kleinpolen auf einer Länge von ca. 100 km zwischen Oświęcim und Krakau schiffbar. Es ist geplant, einen Verbindungskanal zwischen Weichsel und Oder sowie zwischen Oder und der Donau zu bauen. Damit wäre Kleinpolen über die Binnenschifffahrt mit der Ostsee, Nordsee und dem Schwarzen Meer verbunden. Der größte Flusshafen Kleinpolens befindet sich in dem östlichen Krakauer Stadtteil Nowa Huta.

### Flugverkehr
Flughafen Johannes Paul II. Krakau-Balice ist der internationale Flughafen in Kleinpolen. Er befindet sich in dem Ort Balice, ca. 11 km westlich der Krakauer Innenstadt direkt an der Autobahn A4/E 40 sowie der Bahnstrecke Balice-Krakau. Mit einem Fluggastaufkommen von über 8,4 Millionen Passagieren im Jahr 2019 ist er nach dem Flughafen Warschau der zweitgrößte Flughafen in Polen. Der Flughafen hat ca. 100 Direktverbindungen nach Europa, Amerika, Afrika und Asien.

## Sehenswürdigkeiten und Kultur
In der Woiwodschaft gibt es fünf Stätten des UNESCO-Weltkulturerbes:
- die Altstadt von Krakau mit der Wawel-Burg
- das Salzbergwerk Wieliczka und das Salzbergwerk Bochnia sowie das Salzgrafenschloß
- das KZ Auschwitz-Birkenau
- das Franziskaner-Kloster in Kalwaria Zebrzydowska
- die Holzkirchen im südlichen Kleinpolen

Kurorte sind:
- Zakopane
- Szczawnica
- Muszyna
- Krynica-Zdrój
- Rabka-Zdrój
- Piwniczna-Zdrój
- Swoszowice
- Wapienne
- Wysowa-Zdrój

Weitere Sehenswürdigkeiten sind:
- Krakau-Tschenstochauer Jura
- Błędów-Wüste
- Adlerhorst-Burgen
- Dunajec-Burgen, u. a. Niedzica und Czorsztyn
- Skamieniałe Miasto, Ciężkowice

## Berühmte Personen aus Kleinpolen
Eine der berühmtesten Personen aus Kleinpolen ist Karol Wojtyła, der von 1978 bis 2005 als Papst Johannes Paul II. Oberhaupt der katholischen Kirche war. Er stammte aus Wadowice bei Krakau.